# Phragmatobia sultana
Phragmatobia sultana là một loài bướm đêm thuộc phân họ Arctiinae, họ Erebidae.